# Museo de Arqueología e Historia Natural de Pasca
El Museo de Arqueología e Historia Natural de Pasca o el Museo de Arqueología e Historia Natural de Pasca Jaime Hincapié Santa María es un museo arqueológico en Pasca, Colombia. Alberga una gran colección de objetos precolombinos y restos humanos, incluyendo momias muisca. Fue fundado en 1969 por el sacerdote católico Jaime Hincapié Santa María y el museo se abrió al público en 1973.

## Colección
La colección del museo contiene más de 2.500 piezas. Entre los objetos de su colección se encuentra una réplica de la famosa balsa muisca dorada. El objeto fue encontrado cerca a la ciudad de Pasca que representa las leyendas de El Dorado. El museo también alberga una importante pieza de textil muisca originaria de Belén, Boyacá.
Adicional a los artefactos muiscas, el museo alberga material arqueológico de los pueblos de Tairona, Calima, Quimbaya, Sinú, San Agustín y Tierradentro, entre otros. Éstos se encuentran divididos en tres salas de exposición permanente, tituladas “Coleccionismo y arqueología en Pasca”, “Pasca territorio de ofrendas” y “Legar para el futuro”. Asimismo, hay una sala que se dedica a exposiciones temporales, las cuales tratan temas relacionados con el arte, la cultura y el patrimonio.
El museo también posee un jardín botánico, con taxidermia y un insectario. Allí, se preservan más de 300 ejemplares de reptiles, mamíferos, aves e invertebrados. Además, hay exhibidos cerca de 36 minerales y fósiles encontrados en la región. También hay un centro de documentación especializado en temas relacionados con las ciencias sociales, que cuenta con unos 8.000 libros. En su segundo piso, el museo cuenta con una sala que honra al fundador del mismo, el sacerdote católico Jaime Hincapié Santa María.